# إنجيل إجرتون

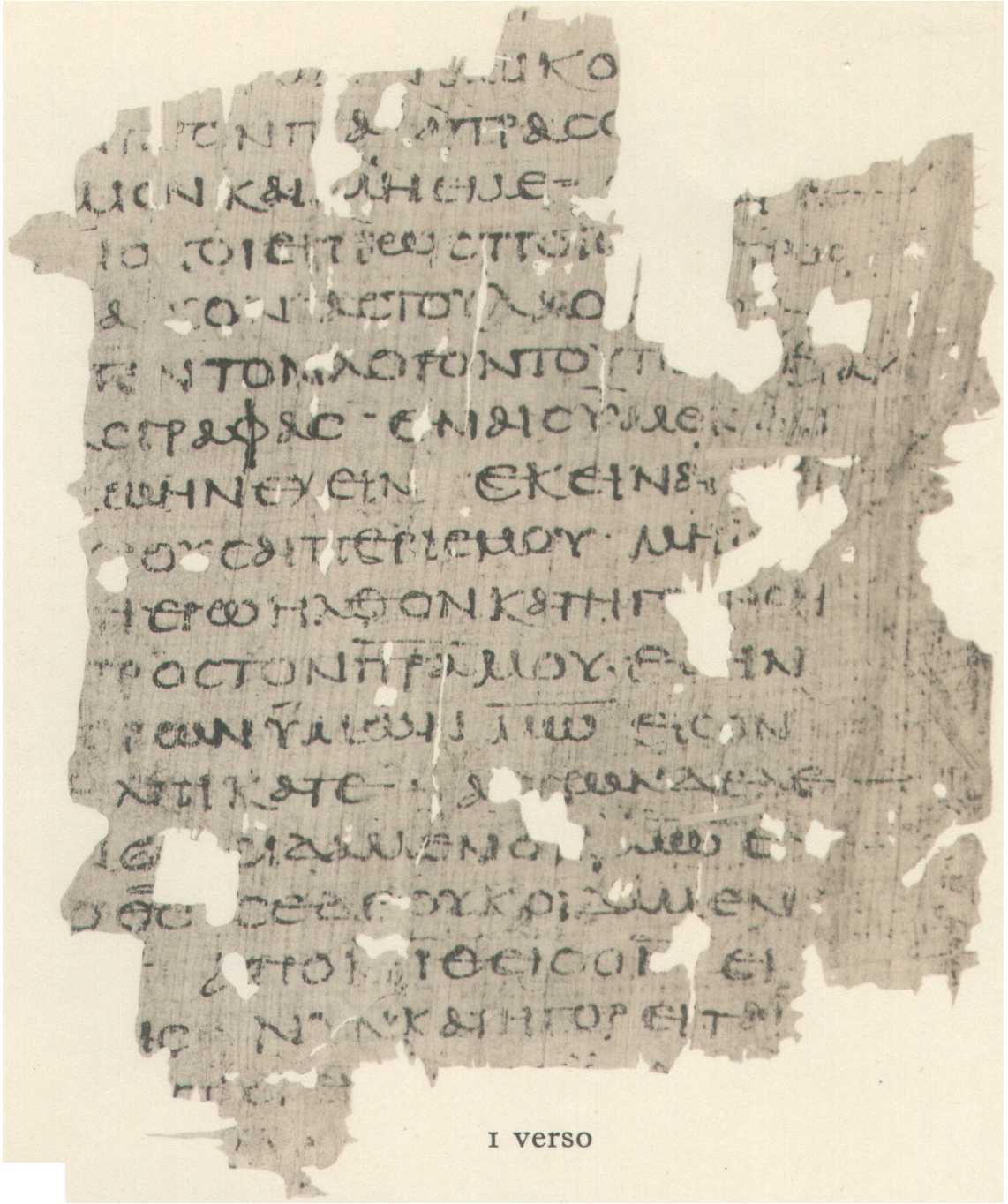
نسخة من انجيل إجرتون

إنجيل إجرتون هو أجزاء مخطوطة لـإنجيل غير معروف سابقاً اكتشف في مصر واشتراه المتحف البريطاني سنة 1934م. تعود المخطوطة لنهاية القرن الثاني ميلادية ولكن يعود تاريخ التأليف غالباً لما بينَّ 50 - 100 ميلادي لذا فهي إحدى أقدم قطع المخطوطات لأي إنجيل. وقد قام المتحف البريطاني بطباعتها عام 1935م.